# Anonymní křesťan
Anonymní křesťan je kontroverzní pojem týkající se osudu těch, kdo jsou nepoučení o evangeliu, který zavedl jezuitský teolog Karl Rahner (1904–1984) a který tvrdí, že lidé, kteří nikdy neslyšeli křesťanské evangelium, mohou být spaseni skrze Krista. Nekřesťané mohli „ve své [základní] orientaci a základním rozhodnutí“, napsal Rahner, „přijmout spásnou Boží milost skrze Krista, ačkoli [o křesťanském zjevení] možná nikdy neslyšeli“.
Teologové W. D. Davies a Dale Allison napsali, že zastánci tohoto pojetí nacházejí biblickou oporu v Řím 2, 14–16 (Kral, ČEP) a také v Mt 25, 31–46 (Kral, ČEP).
Pojetí inkluzivismu, jehož hlavním křesťanským vzorem je Rahnerův Anonymní křesťan, je „snad nejpopulárnějším z mezináboženských postojů“.

## Karl Rahner
Karl Rahner přijal názor, že bez Krista není možné dosáhnout spásy, ale nemohl přijmout názor, že lidé, kteří nikdy neslyšeli o Ježíši, budou zavrženi.
„Anonymní křesťanství“ znamená, že člověk žije v Boží milosti a dosahuje spásy mimo explicitně konstituované křesťanství. Protestantský křesťan samozřejmě "není anonymní křesťan", to je naprosto jasné. Ale řekněme buddhistický mnich (nebo kdokoli jiný, mohu se domnívat), který díky tomu, že se řídí svým svědomím, dosahuje spásy a žije v Boží milosti; o něm musím říci, že je anonymním křesťanem; pokud ne, musel bych předpokládat, že existuje skutečná cesta ke spáse, která tohoto cíle skutečně dosahuje, ale která prostě nemá nic společného s Ježíšem Kristem. To však nemohu udělat. A tak pokud zastávám názor, že pokud každý závisí na Ježíši Kristu, aby byl spasen, a pokud zároveň zastávám názor, že na světě žije mnoho lidí, kteří Ježíše Krista výslovně nepoznali, pak podle mého názoru nezbývá nic jiného než přijmout tento postulát anonymního křesťanství.
Podle Rahnera může člověk „intelektuálně vyznávat nevíru, ale [být] existenciálně ... oddán těm hodnotám, které jsou pro křesťana konkretizovány v Bohu“.

## II. vatikánský koncil
Koncept anonymního křesťana Karla Rahnera byl jedním z nejvlivnějších teologických ideálů, které ovlivnily Druhý vatikánský koncil.

## Kritika
Teorie anonymních křesťanů byla hojně kritizována. Poté, co se stal papežem Benedikt XVI., Ratzinger upřesnil svůj vlastní postoj k této teorii:
„V poslední době bylo formulováno několik pokusů, jak smířit všeobecnou nutnost křesťanské víry s možností spasit se bez ní.
... známá teze anonymních křesťanů Karla Rahnera... trvá na tom, že základní, podstatný úkon v základu křesťanské existence, rozhodující pro spásu, v transcendentální struktuře našeho vědomí spočívá v otevření se zcela Jinému, k jednotě s Bohem. Křesťanská víra by podle tohoto názoru měla způsobit, že se ve vědomí vynoří to, co je strukturální v člověku jako takovém. Když tedy člověk přijme sám sebe ve své bytostné podstatě, naplňuje podstatu toho, že je křesťanem, aniž by pojmově věděl, co to je. Křesťan se tedy shoduje s člověkem a v tomto smyslu je každý člověk, který přijímá sám sebe, křesťanem, i když o tom neví. Je pravda, že tato teorie je fascinující, ale redukuje samotné křesťanství na čistě vědomou prezentaci toho, čím je člověk sám o sobě, a proto přehlíží drama změny a obnovy, které je pro křesťanství klíčové. Ještě méně přijatelné je řešení, které navrhují pluralistické teorie náboženství, pro něž by všechna náboženství, každé svým způsobem, byla cestami spásy a v tomto smyslu je třeba je v jejich účincích považovat za rovnocenná.
Kritika náboženství, jaká se uplatňuje ve Starém zákoně, v Novém zákoně a v rané církvi, je v podstatě realističtější, konkrétnější a pravdivější při zkoumání různých náboženství. Takové zjednodušené přijetí není úměrné rozsahu problému.“
Některé katolické skupiny, jako například Kněžské bratrstvo svatého Pia X., dlouhodobě bojují proti vzestupu liberalismu a modernismu v katolické církvi a kritizují teorii anonymního křesťana s tím, že „je velmi závažným doktrinálním omylem, protože prohlašuje osobní ospravedlnění za již uskutečněné pro každého člověka bez jakékoli účasti jeho vůle nebo svobodné volby, a tedy bez potřeby jeho obrácení, víry, křtu nebo skutků. Vykoupení je zaručeno všem, jako by posvěcující milost byla ontologicky přítomna v každém člověku jen proto, že je člověkem“.
Konzervativní protestantští křesťané se obecně domnívají, že pojem anonymního křesťana je výslovně v rozporu s učením svatého Petra, apoštola Pavla a dalších apoštolů: Například Sk 4, 12 (Kral, ČEP): „V nikom jiném není spásy, neboť není pod nebem jiného jména, které by bylo dáno lidem a v němž bychom mohli být spaseni.“ Tato skupina křesťanů věří v „křesťanský exkluzivismus – názor, že biblické křesťanství je pravé a ostatní náboženské systémy jsou falešné“.
Liberální křesťané tento pojem odsuzují, protože, jak řekl kněz Hans Küng, „nikde na světě by nebylo možné najít upřímného žida, muslima nebo ateistu, který by nepovažoval tvrzení, že je ,anonymním křesťanem', za troufalé“. Náboženský pluralista John Hick tvrdí, že tento pojem je paternalistický, protože jde o „čestný status jednostranně udělený lidem, kteří o něj neprojevili žádné přání.“ Küng dále uvedl, že teorie anonymního křesťana je „teologický výmysl“, který pouze zachovává tvář katolického dogmatu Extra Ecclesiam nulla salus. Je to, říká Küng sarkasticky, „elegantní gesto, které zametá celé lidstvo dobré vůle do zadních vrátek svaté římské církve“. Hick tuto představu odmítá také proto, že většina lidí se rodí v nekřesťanských rodinách. Anonymní křesťanství podle této skupiny očerňuje víru druhých tím, že předpokládá, že jsou ve skutečnosti křesťany, aniž by si to uvědomovali.